# Stylurus ivae
Stylurus ivae är en trollsländeart som beskrevs av Williamson 1932. Stylurus ivae ingår i släktet Stylurus och familjen flodtrollsländor. IUCN kategoriserar arten globalt som livskraftig. Inga underarter finns listade i Catalogue of Life.